# Europese kampioenschappen boogschieten 2018 (outdoor)
De Europese kampioenschappen boogschieten 2018 zijn door de World Archery Europe (WAE) georganiseerde kampioenschappen voor boogschutters. De 25e editie van de Europese kampioenschappen outdoor vonden plaats in het Poolse Legnica van 27 augustus tot 1 september 2018.

## Resultaten

### Mannen
| Onderdeel              | Goud                                             | Goud | Zilver                                                       | Zilver | Brons                                 | Brons |
| ---------------------- | ------------------------------------------------ | ---- | ------------------------------------------------------------ | ------ | ------------------------------------- | ----- |
| Recurve - individueel  | Steve Wijler                                     | NED  | Dan Olaru                                                    | MDA    | Jean-Charles Valladont                | FRA   |
| Recurve - team         | Arsalan Baldanov Galsan Bazarzjapov Vitali Popov | RUS  | Marco Galiazzo Mauro Nespoli David Pasqualucci               | ITA    | Jeff Henckels Joe Klein Pit Klein     | LUX   |
| Compound - individueel | Anton Boelajev                                   | RUS  | Sergio Pagni                                                 | ITA    | Federico Pagnoni                      | ITA   |
| Compound - team        | Neil Bridgewater James Mason Adam Ravenscroft    | GBR  | Jean Philippe Boulch Pierre-Julien Deloche Sebastien Peineau | FRA    | Domagoj Buden Ivan Markes Mario Vavro | CRO   |

### Vrouwen
| Onderdeel              | Goud                                          | Goud | Zilver                                               | Zilver | Brons                                             | Brons |
| ---------------------- | --------------------------------------------- | ---- | ---------------------------------------------------- | ------ | ------------------------------------------------- | ----- |
| Recurve - individueel  | Yasemin Anagöz                                | TUR  | Maja Jager                                           | DEN    | Gülnaz Coşkun                                     | TUR   |
| Recurve - team         | Aybüke Aktuna Yasemin Anagöz Gülnaz Coşkun    | TUR  | Tatiana Andreoli Lucilla Boari Vanessa Landi         | ITA    | Michelle Kroppen Elena Richter Lisa Unruh         | GER   |
| Compound - individueel | Andrea Marcos                                 | ESP  | Yeşim Bostan                                         | TUR    | Tanja Jensen                                      | DEN   |
| Compound - team        | Yeşim Bostan Gizem Elmaağaçlı Ayşe Bera Süzer | TUR  | Anastasia Anastasio Irene Franchini Marcella Tonioli | ITA    | Kristina Heigenhauser Janine Meißner Velia Schall | GER   |

### Gemengd
| Onderdeel       | Goud                                 | Goud | Zilver                         | Zilver | Brons                           | Brons |
| --------------- | ------------------------------------ | ---- | ------------------------------ | ------ | ------------------------------- | ----- |
| Recurve - team  | Mauro Nespoli Vanessa Landi          | ITA  | Thomas Chirault Mélanie Gaubil | FRA    | Arsalan Baldanov Inna Stepanova | RUS   |
| Compound - team | Jean Philippe Boulch Sophie Dodemont | FRA  | Mike Schloesser Jody Vermeulen | NED    | Domagoj Buden Amanda Mlinarić   | CRO   |

### Medaillespiegel
| Plaats | Land                | Goud | Zilver | Brons | Totaal |
| 1      | Turkije             | 3    | 1      | 1     | 5      |
| 2      | Rusland             | 2    | 0      | 1     | 3      |
| 3      | Italië              | 1    | 4      | 1     | 6      |
| 4      | Frankrijk           | 1    | 2      | 1     | 4      |
| 5      | Nederland           | 1    | 1      | 0     | 2      |
| 6      | Spanje              | 1    | 0      | 0     | 1      |
| 6      | Verenigd Koninkrijk | 1    | 0      | 0     | 1      |
| 8      | Denemarken          | 0    | 1      | 1     | 2      |
| 9      | Moldavië            | 0    | 1      | 0     | 1      |
| 10     | Duitsland           | 0    | 0      | 2     | 2      |
| 10     | Kroatië             | 0    | 0      | 2     | 2      |
| 12     | Luxemburg           | 0    | 0      | 1     | 1      |
| Totaal | Totaal              | 10   | 10     | 10    | 30     |